# Фишер-Яльмарс, Инга
Инга Фишер-Яльмарс (швед. Inga Fischer-Hjalmars; 16 января 1918, Стокгольм — 17 сентября 2008, Лидингё) — шведский учёный в области физики, химии, фармакологии, гуманистка, пионерка в области квантовой химии.

## Биография
В 1939 получила степень бакалавра фармакологии, в 1944 — магистра физики, химии и математики. В 1949 получила степень лиценциата по механики, а в 1950 — по химии. Студенткой работала под руководством Нильса Лёфгрена и первой синтезировала открытый им анестетик ксилокаин, более известный как лидокаин. Физику изучала под руководством Оскара Клейна. В 1952 получила докторскую степень в Стокгольмском университете. Она стала первой женщиной-профессором теоретической физики в Швеции.
В 1952 вышла замуж за Стига Яльмарса, шведского физика-теоретика.
Работала над применением квантовой механики к проблемам химии. В 70-80-х проводит с группой ученых исследования по связыванию, электронной структуры и спектра биологически важных металлических комплексов. Эти исследования имели большое значение для лучшего понимания биохимических систем, которые часто имеют сложную электронную структуру. В 1985 за эти исследования его группа получает награду Международного общества квантовой биологии (англ. International Society of Quantum Biology).
С 1978 является членом Шведской королевской академии наук, 1983 — Международной академии квантовой молекулярной науки (англ. International Academy of Quantum Molecular Science). Также была членом Датской королевской академии наук и Мировой академии искусства и науки (англ. World Academy of Art and Science).
Кроме научной деятельности, была также секретарем Постоянной комиссии по свободного передвижения ученых Международного совета научных союзов. В этом качестве боролась за свободу передвижения учёных из СССР, которым был запрещен выезд из страны, и их участие в мировом научном жизни. За эту деятельность в 1990 была удостоена награды Комитета защиты человеческих прав ученых Нью-Йоркской академии наук.
Подписала «Предупреждение учёных человечеству» (1992).